# First International Bank of Israel
First International Bank of Israel (hebr. הבנק הבינלאומי בע"מ; w skrócie FIBI Bank; Pierwszy Międzynarodowy Bank Izraela; TASE: FIBI) – bank uniwersalny z siedzibą w Tel Awiwie w Izraelu. Spółka akcyjna pod kontrolą biznesmena Bino Tsadika, notowana na Giełdzie Papierów Wartościowych w Tel Awiwie. Piąty co do wielkości bank w Izraelu.
Bank prowadzi działalność na kilku podstawowych poziomach: (1) pośrednictwo finansowe, (2) działalność inwestycyjna, (3) usługi bankowe i finansowe w zakresie handlu międzynarodowego, papierów wartościowych, usług informacyjnych, kart kredytowych, doradztwa finansowego, pochodnych instrumentów finansowych i innych, (4) operacji bankowych oraz działalności funduszy inwestycyjnych.

## Historia
Bank powstał w 1972 w wyniku konsolidacji pięciu małych izraelskich banków. W ten sposób powstał największy w kraju zagraniczny bank operacyjny będący pod kontrolą First Bank Pennsylvania.
W 1979 zawarł umowę ze Stowarzyszeniem Izraelskich Przemysłowców i Rzemieślników (hebr. התאחדות המלאכה והתעשייה בישראל), której głównym przedmiotem było udzielanie niewielkich kredytów na rozwój działalności gospodarczej.
W 1981 bank utworzył swój oddział zagraniczny w Londynie (Wielka Brytania), skupiający się na bankowości komercyjnej dla przedsiębiorców. W 1984 utworzono drugi oddział zagraniczny w Zurychu (Szwajcaria), skupiający się na bankowości prywatnej. W 2004 przejął kontrolę nad Bankiem Unii (hebr. בנק אוצר החייל בע"מ), a w sierpniu 2006 nabył około 68% jego akcji. Był to bardzo ważny krok w rozwoju banku, ponieważ przejęty Bank Unii posiadał 170 własnych oddziałów na terenie całego kraju.
W 2009 kierownictwo banku wprowadziło się do nowej siedziby w nowoczesnym biurowcu International Tower (wysokość 132 metrów) w Tel Awiwie. Koncepcja architektoniczna budynku wyraża potęgę finansową oraz przejrzystość w zarządzaniu bankiem.